# Segunda Batalla de Amba Alagi
La Batalla de Amba Alagi se libró en mayo de 1941, durante la Segunda Guerra Mundial, formando así parte de la Campaña de África Oriental. Los Aliados contaron siempre con la delantera, ya que se produjo un retroceso italiano por la escasez de munición, víveres y la incapacidad de plantar cara a un contingente cuatro veces mayor que el suyo. La batalla derivó en la captura del Príncipe Amedeo, Duque de Aosta, que estaba al mando de las tropas italianas.

## Geografía
Amba Alagi es una montaña, concretamente una amba, en el norte de Etiopía. Está situada en la zona de Debubawi de la región de Tigray. Debido a su ubicación estratégica, Amba Alagi fue un lugar perfecto para la disposición de las tropas italianas, que pudieron fácilmente acomodar sus municiones y abrir fuego sin ser detectados. La montaña tiene una cima plana, está cubierta de grietas, cañones y cuevas, inexpugnable en el norte y el este, donde el Tug Gabat corre por sus flancos a través de barrancos escarpados, cayendo abruptamente en la parte posterior hacia el espolón de Antalo, detrás del cual se extiende la ancha llanura de Mahera.

## Antecedentes
Durante la Segunda Guerra Mundial, se produjo un avance arrollador de los británicos en la África Oriental Italiana, el virrey de Etiopía, el Príncipe Amedeo, Duque de Aosta, dio la orden a sus tropas de continuar la lucha en la parte baja de Amba Alagi, de Galla-Sidama y de Amara. Las tropas italianas, que se mantuvieron fieles a Amadeo de Saboya, se retiraron de Addis Abeba a las montañas de Amba Alagi para organizar una última resistencia, mientras Galla-Sidama era defendida por el general Pietro Gazzera y Amara por el general Guglielmo Nasi. Los italianos partieron de Addis Abeba el 5 de abril y la ciudad fue ocupada por los británicos al día siguiente.
Después de la derrota italiana en Keren en abril de 1941, Amadeo de Saboya retiró sus fuerzas a la fortaleza de montaña en Amba Alagi. Se excavaron extensas galerías en la roca de la montaña para proteger a las tropas defensoras y para mantener un amplio conjunto de municiones y tiendas, de manera que las tropas italianas obtuvieron la idea de poseer un bastión inexpugnable. De acuerdo con otras fuentes, sin embargo, la fortaleza era fácilmente defendible gracias a su posición y el terreno montañoso, pero carecía de comida y agua, por lo que el mariscal Enrico Caviglia posteriormente criticó al duque por haberlo elegido para su última posición, llamando a Amba Alagi "Uno scoglio senz'acqua e senza viveri" ("una roca sin agua ni comida").

## Batalla

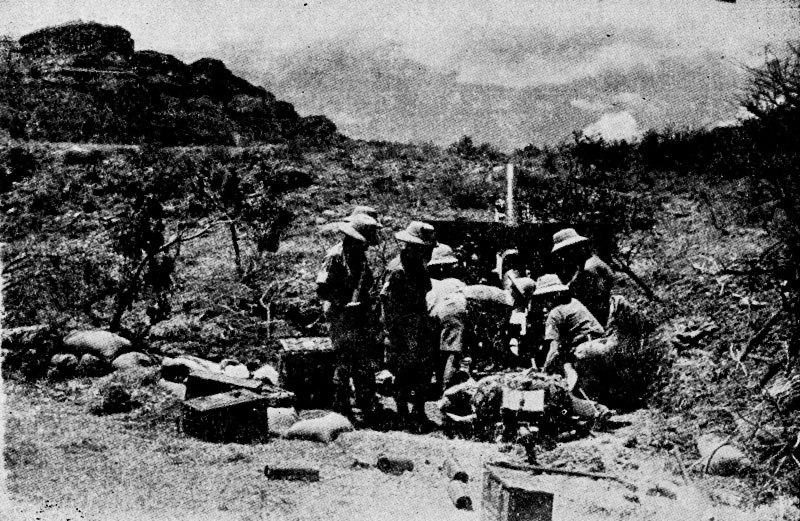
Cañón sudafricano ofreciendo cobertura en Amba Alagi.

Los ataques iniciales sobre las posiciones de Amba Alagi fueron llevados a cabo por las tropas británicas bajo el mandato del mayor general Mosley Mayne el 4 de mayo desde el norte y bajo una estrategia en forma de cuña por los lados este y oeste.
Se llevaron a cabo duras escaramuzas en el terreno montañoso irregular, pero las tropas de Mayne se unieron el 12 de mayo con la 1.ª Brigada sudafricana del brigadier Dan Pienaar, que había capturado la guarnición italiana de Dessie el 20 de abril, situada a 320 kilómetros al sur de Amba Alagi. El 14 de mayo, Amba Alagi estaba completamente rodeada. Fue planeado un ataque final para el día siguiente, pero un golpe de la suerte provocó que un disparo de artillería acertara por azar un depósito italiano de combustible, drenando toda la gasolina al depósito de agua potable, obligando a los italianos a rendirse y terminar cualquier resistencia. El comandante italiano inició las negociaciones de alto el fuego el 16 de mayo de 1941. El duque de Aosta y su guarnición se rindieron al comandante británico, el teniente general Sir Alan Cunningham, el 19 de mayo de 1941.  El duque y la guarnición recibieron los honores de la guerra. Esta capitulación marcó el final de cualquier resistencia significativa italiana en el este de África, aunque algunas guarniciones seguirían luchando hasta noviembre.

## Cultura popular
La película La Pattuglia dell'Amba Alagi, filmada en 1953 por Flavio Calzavara, glorifica la defensa italiana frente el Imperio británico. Este episodio de la Segunda Guerra Mundial fue usado en futuras campañas como medio de propaganda.